# FITS
FITS (від англ. Flexible Image Transport System) — «гнучка система передачі зображень» — це відкритий стандарт, який визначає цифровий формат файлу корисний для зберігання, передачі та обробки даних: у форматі багатовимірних масивів (наприклад, 2D-зображення) або таблицях. FITS є найбільш поширеним форматом файлів в астрономії. Стандарт FITS розроблено спеціально для астрономічних даних та містить такі дані: опис фотометричної та просторової калібрувальної інформації разом з  оригінальними метаданими зображення.
Формат FITS вперше був стандартизований у 1981 році, відтоді він поступово розвивався та остання його версія (4.0) була стандартизована у 2016 році. FITS було розроблено з огляду на довгострокове архівне зберігання та з правилом один раз FITS, то завжди FITS, що означає вимогу розробляти формат зі зворотною сумісністю.
Метадані зображення зберігаються в зручному для читання ASCII-заголовку. Інформація в цьому заголовку призначена для обчислення байтового зміщення деякої інформації в наступному блоці даних для підтримки прямого доступу до комірок даних. Кожен файл FITS складається з одного або кількох заголовків, що містять зображення карт ASCII, котрі в свою чергу містять пари ключове слово/значення, які перемежовані між блоками даних. Пари ключове слово/значення надають таку інформацію, як розмір, походження, координати, двійковий формат даних, коментарі у вільній формі, історію даних і все, що забажає автор. Багато ключових слів зарезервовано для використання FITS, але стандарт дозволяє довільне використання решти простору імен.
FITS також часто використовується для зберігання не графічних даних, таких як спектри, списки фотонів, куби даних або структурованих даних (наприклад багатотабличні бази даних). Файл FITS може містити кілька розширень і кожне з них може містити об’єкт даних. Наприклад, можна зберігати рентгенівські та інфрачервоні знімки в одному файлі.

## Зображення
Найпершим і все ще найчастіше використовуваним типом даних FITS є заголовок зображення/блок даних. Термін «зображення» використовується дещо вільно, оскільки формат підтримує масиви даних довільної розмірності — зазвичай даними зображення є 2-D або 3-D разом з третім виміром, який представляє, наприклад, час або колірна площина. Самі дані можуть бути в одному з кількох цілочисельних форматів і форматів з плаваючою комою, указаних у заголовку.
Заголовки зображень FITS можуть містити інформацію про одну або декілька наукових систем координат, які накладаються на саме зображення. Зображення містять неявну декартову систему координат, яка описує розташування кожного пікселя на зображенні, але наукове використання зазвичай вимагає роботи у «світових» координатах, наприклад, небесній системі координат. У міру того як FITS було узагальнено від його початкової форми, специфікації світової системи координат (WCS) ставали все більш і більш складними: ранні зображення FITS дозволяли простий коефіцієнт масштабування для представлення розміру пікселів; але останні версії стандарту допускають кілька нелінійних систем координат, що представляють довільні спотворення зображення. Стандарт WCS включає багато різних сферичних проєкцій, включаючи, наприклад, сферичну проєкцію HEALPix, яка широко використовується при спостереженні космічного мікрохвильового фонового випромінювання.

## Таблиці
FITS також підтримує табличні дані з іменованими стовпцями та багатовимірними рядками. Було визначено двійковий та ASCII формати таблиць. Формат даних у кожному стовпці таблиці може відрізнятися від інших. Можливість обʼєднати кілька блоків заголовків/даних разом дозволяє файлам FITS представляти цілі реляційні бази даних.

## Використання файлів FITS
Підтримка FITS доступна в різних мовах програмування, які використовуються для наукової роботи, зокрема C, C++, C#, Fortran, IGOR Pro, IDL, Java, Julia, LabVIEW, Mathematica, MATLAB, Perl, Perl Data Language (PDL), Python, R і Tcl. Офіс підтримки FITS у НАСА та центрі космічних польотів імені Ґоддарда супроводжує список бібліотек і платформ, які наразі підтримують FITS.

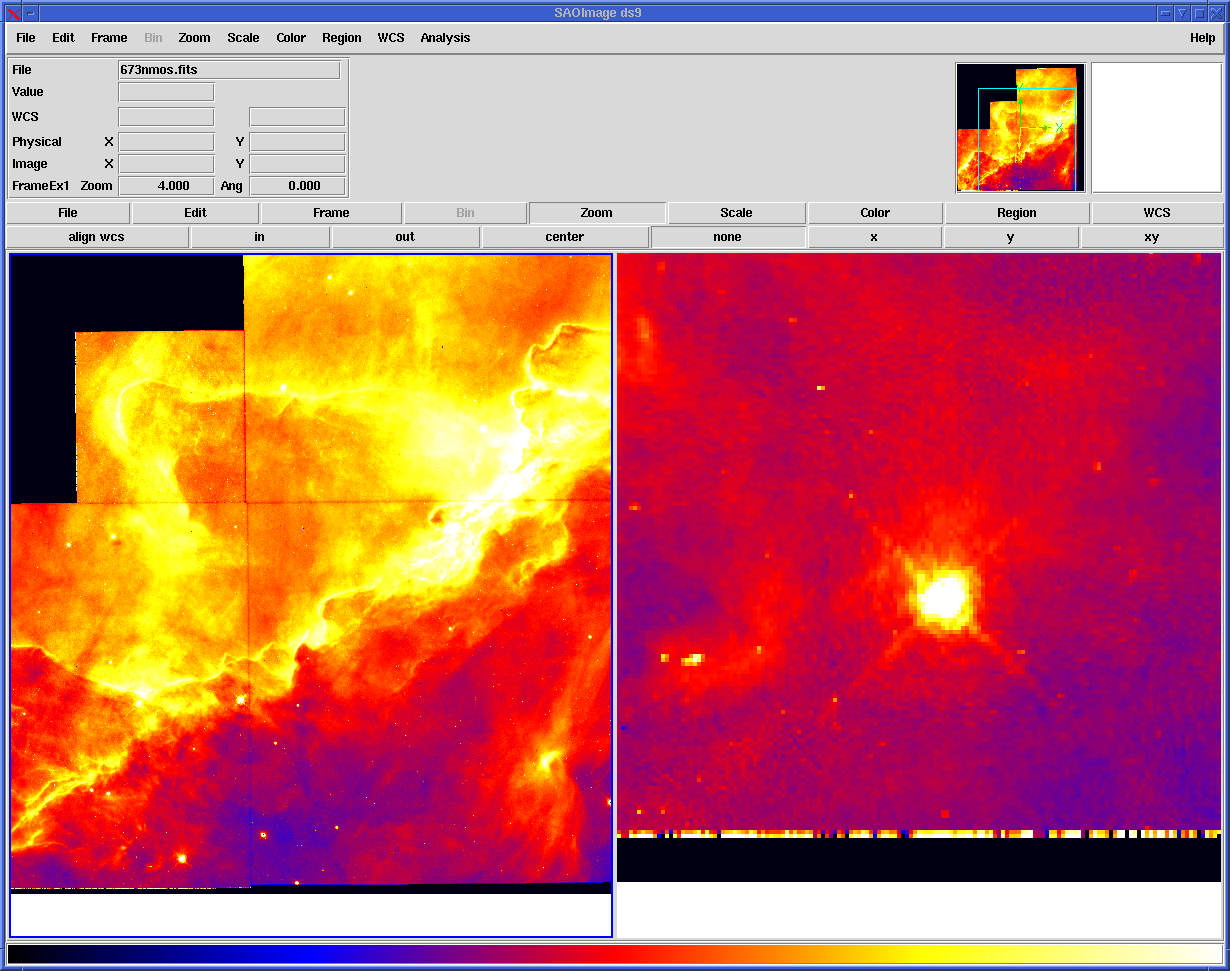
SAOImage DS9 у FVWM2

Програми обробки зображень, такі як ImageJ, GIMP, Photoshop, Chasys Draw IES, XnView та IrfanView, зазвичай можуть читати прості зображення FITS, але часто не можуть інтерпретувати складніші таблиці та бази даних. Наукові групи часто пишуть власний код для взаємодії з даними FITS, використовуючи інструменти, доступні мовою, яку вони вибрали. Програмним забезпеченням FITS Liberator користуються вчені з обробки зображень у Європейському космічному агентстві, Європейській південній обсерваторії та НАСА. Програма візуалізації астрономічних даних SAOImage DS9 доступна для багатьох ОС і обробляє зображення та заголовки.
Багато наукових обчислювальних середовищ використовують дані системи координат у заголовку FITS для відображення, порівняння, виправлення або іншим чином маніпулювання зображеннями FITS. Прикладами є бібліотека перетворення координат, що входить до складу PDL, бібліотека PLOT MAP у програмному дереві Solarsoft, пов’язаному з фізикою сонця, бібліотека Starlink Project AST у C та пакет PyFITS у Python, тепер об’єднаний у бібліотеку Astropy.

## Поточний стан
Стандарт FITS версії 4.0 був офіційно схвалений робочою групою IAU FITS у липні 2016 року.
| Версія FITS  | Дата випуску  | Примітки                                                                            |
| ------------ | ------------- | ----------------------------------------------------------------------------------- |
| 4.0          | липень 2016   | -                                                                                   |
| 3.0          | липень 2008   | -                                                                                   |
| 2.1b         | грудень 2005  | Додано підтримку 64-розрядних цілочисельних первинних масивів і розширень зображень |
| NOST 100-2,0 | березень 1999 | -                                                                                   |
| NOST 100-1,0 | червень 1993  | -                                                                                   |